# Sommevoire
Sommevoire é uma comuna francesa na região administrativa de Grande Leste, no departamento de Haute-Marne. Estende-se por uma área de 32,68 km². Em 2010 a comuna tinha 696 habitantes (densidade: 21,3 hab./km²).